# 2008 na literatura

## Mortes
| Data           | Nome         | Profissão                                          | Nacionalidade | Observações | Ref |
| -------------- | ------------ | -------------------------------------------------- | ------------- | ----------- | --- |
| 20 de setembro | José Valente | historiador, poeta, trovador, jornalista, escritor | Brasil        | n. 1927     |     |

## Prémios literários
- Prémio Camões — João Ubaldo Ribeiro[1]